# Casillas del Ángel
Casillas del Ángel es una localidad del municipio de Puerto del Rosario en la isla de Fuerteventura, Canarias, España. En 2022 contaba con 619 habitantes. El nombre proviene de una ermita dedicada al Ángel de la guarda, que data del siglo XVII. Se sitúa en el centro del municipio de Puerto del Rosario a 11 km de la capital municipal. Su altitud es de 206 m s. n. m.

## Historia
La localidad surge hacia el siglo XVII por la expansión de los cultivos de trigo desde Betancuria, de la cual se segregó como parroquia en 1790. La constitución de 1812 la elevó al carácter de municipio, el cual  fue absorbido  en 1926 por el de Puerto Cabras, capital insular, luego renombrado como Puerto del Rosario.

## Geografía humana

### Demografía
| Gráfica de evolución demográfica de Casillas del Ángel entre 1842 y 1920 |
| |
| Población de derecho según los censos de población del INE Población de hecho según los censos de población del INEEn este censo se denominaba Casillas del Anjel: 1842 Entre el censo de 1930 y el anterior, este municipio desaparece porque se integra en el municipio 35017 (Puerto Rosario) |

## Lugares de interés
La iglesia de Santa Ana se encuentra en el pueblo. Se levanta en torno a la primera mitad del siglo XVIII sufriendo posteriormente una fuerte ampliación y remodelación a finales de siglo. Es Bien de Interés Cultural desde 1991.